# HP Волка
HP Волка (лат. HP Lupi), HD 134518 — кратная звезда в созвездии Волка на расстоянии (вычисленном из значения параллакса) приблизительно 872 световых лет (около 267 парсеков) от Солнца. Возраст звезды определён как около 22,7 млн лет.
Пара первого и второго компонентов — двойная затменная переменная звезда типа Алголя (EA). Видимая звёздная величина звезды — от +9,52m до +9,27m. Орбитальный период — около 1,1546 суток.

## Характеристики
Первый компонент (CCDM J15115-3615Aa) — белая звезда спектрального класса A8V, или A3. Масса — около 1,795 солнечной, радиус — около 2,413 солнечных, светимость — около 11,275 солнечных. Эффективная температура — около 7661 K.
Второй компонент (CCDM J15115-3615Ab) — оранжевый карлик спектрального класса K. Масса — около 0,129 солнечной, радиус — около 1,071 солнечного, светимость — около 0,931 солнечной. Эффективная температура — около 5495 K.
Третий компонент — красный карлик спектрального класса M. Масса — около 422,26 юпитерианских (0,4031 солнечной). Удалён на 1,818 а.е..
Четвёртый компонент (HIP 74323) — оранжевый гигант спектрального класса K. Видимая звёздная величина звезды — +10,3m. Масса — около 2,668 солнечной, радиус — около 9,65 солнечных, светимость — около 38,269 солнечных. Эффективная температура — около 4761 K. Удалён на 24,7 угловых секунды.
Пятый компонент — красный карлик спектрального класса M. Масса — около 137,46 юпитерианских (0,1312 солнечной). Удалён от четвёртого компонента на 2,074 а.е..
Шестой компонент (TYC 7324-1673-1) — жёлто-оранжевая звезда спектрального класса K-G. Видимая звёздная величина звезды — +11,3m. Эффективная температура — около 4932 K. Удалён от четвёртого компонента на 15,4 угловых секунды.